# Sony Music Nashville
A Sony Music Nashville a Sony Music Entertainment countryzenei részlege, amelynek székhelye a Capstar Towerben, Nashville-ben, Tennessee államban található. A country műfajon túl az utóbbi években[mikor?] nemzetközi indie folk, indie pop és indie rock előadók disztribúciójával is foglalkozni kezdett.

## Története
A Sony Music Nashville jelenlegi formájában 2015 óta működik Randy Goodman vezérigazgatósága alatt, aki azóta irányítja a kiadó stratégiai és művészeti irányvonalát.